# مخلد العازمي
 مخلد راشد سعد غريب العازمي، من مواليد 1961، نائب سابق في المجلس البلدي الكويتي، نائب سابق في مجلس الأمة الكويتي وأحد المُتهمين الأساسيين في قضية الإيدعات المليونية.

## مشاركته بالمجلس البلدي
شارك في انتخابات المجلس البلدي 1993 بالدائرة الخامسة وحصل على المركز الأول برصيد 1969 صوت وفاز بالانتخابات.

## مشاركته بمجلس الامة
شارك في انتخابات مجلس الأمة الكويتي 1996 في الدائرة الثانية عشر، وحصل على المركز الأول برصيد 1220 صوت وفاز بالانتخابات، وشارك في انتخابات مجلس الأمة الكويتي 1999 في الدائرة الثانية عشر، وحصل على المركز الأول برصيد 1728 صوت وفاز بالانتخابات، وشارك في انتخابات مجلس الأمة الكويتي 2003 في الدائرة الثانية عشر، وحصل على المركز الأول برصيد 1447 صوت وفاز بالانتخابات، وشارك في انتخابات مجلس الأمة الكويتي 2006 في الدائرة الثانية عشر، وحصل على المركز الثالث برصيد 3126 صوت وخسر الانتخابات، وشارك في انتخابات مجلس الأمة الكويتي 2008 في الدائرة الأولى، وحصل على المركز التاسع برصيد 6872 صوت وفاز بالانتخابات. وشارك في انتخابات مجلس الأمة الكويتي 2009 في الدائرة الأولى، وحصل على المركز الثامن برصيد 7536 صوت، وفاز بالانتخابات. وشارك في انتخابات مجلس الأمة فبراير 2012 وحصل على مركز الـ22 برصيد 3478 صوت وخسر بالانتخابات.

## أبرز مواقفه في مجلس الأمة

### مجلس الأمة الكويتي 1999
| حقوق المرأة السياسة (1999)           | غير موافق    |
| استجواب الوزير عادل الصبيح (2000)    | ضد الاستجواب |
| تجنيس البدون (2000)                  | موافق        |
| استجواب الوزير يوسف الإبراهيم (2002) | مع الاستجواب |
| استجواب الوزير محمد شرار (2003)      | ضد الاستجواب |

### مجلس الأمة الكويتي 2009
| استجواب الوزير جابر الخالد (2009)           | ضد الاستجواب            |
| تحويل الجلسة إلى سرية (2009)                | موافق                   |
| طلب عدم التعاون مع ناصر المحمد (2009)       | ضد طلب عدم التعاون      |
| إسقاط فوائد القروض الاستهلاكية (2010)       | موافق                   |
| استجواب الوزير أحمد العبد الله (2010)       | ضد الاستجواب            |
| طلب عدم التعاون مع ناصر المحمد (يناير 2011) | ضد طلب عدم التعاون      |
| طلب عدم التعاون مع ناصر المحمد (يونيو 2011) | ضد طلب عدم التعاون      |
| شطب استجواب أحمد السعدون والعنجري (2011)    | موافق                   |
| قضية الإيداعات المليونية (2011)             | حققت معه النيابة العامة |